# Білок CI
Білок CI (сі один) або лямбда-репресор — білок, що забезпечує встановлення і підтримання літичного циклу розвитку фага лямбда. Основна його функція полягає у регуляції роботи генів: лямбда-репресор здатний пригнічувати експресію всіх генів фага лямбда, окрім власного, який він активує.
Білок CI — це продукт гену cI. Він складається із 236 амінокислот, третинна структура представлена двома глобулами: N-кінцевою (амінокислоти 1—92) та C-кінцевою (амінокислоти 132—236), сполученими між собою містком довжиною 40 амінокислот. Лямбда-репресор активний у формі димера, що формується головним чином внаслідок взаємодії карбокси-кінцевих доменів; у такому стані перебуває близько 95% всіх молекул репресора в лізогенізованій клітині.
Димерна форма білка CI може зв'язуватись із ДНК своїми аміно-кінцевими доменами. Кожен із цих доменів складається із п'яти α-спіралей. Спіраль 2 виконує роль розпізнавання послідовностей ДНК, вона входить у великий жолобок ДНК, де взаємодіє із атомами азотистих основ. Спіраль 3 допомагає правильно «упакувати» спіраль 2  у великий жолоб; разом вони називаються біспіральним елементом (англ. helix-turn-helix motif). Крім того, на N-кінці кожного мономера розташовані так звані «руки», які «обіймають» молекулу ДНК з протилежної сторони.
Лямбда-реперсор приєднується до трьох ділянок правого і лівого оператора, які є майже симетричними паліндромами. Ці ділянки дещо відрізняються нуклеотидними послідовностями. Консенсус-послідовність операторної ділянки має наступну структуру:
| T A T C A C C G C C G G T G A T A \| \| \| \| \| \| \| \| \| \| \| \| \| \| \| \| \| A T A G T G G C G G C C A C T A T |

Зв'язуючись із правим і лівим операторами OR та OL правого і лівого ранніх оперонів відповідно, λ-репресор пригнічує транскрипцію майже всіх вірусних генів. Також лямбда-репресор може активувати промотор PRM (англ. promoter for repressor maintenance), з якого відбувається експресія самого гену cI.